# Plaga de Derby de 1665
Durante la Gran Plaga de Londres de 1665 el área de Derby, Inglaterra, cayó víctima de la peste bubónica, con muchas muertes. Algunos lugares de Derby aún mantienen nombres que recuerdan la epidemia de 1665. La antigua calle de Blagreaves Lane se rebautizó como Black Graves («Tumbas negras»), mientras que sitios como Dead Man's Lane (calle del «Hombre muerto») hablan por sí mismos. Varios historiadores han discutido acerca de cómo se iban enterrando los cádaveres, manteniéndolos en pie en la iglesia de St. Peter's debido a la enorme cantidad de éstos, pero esta leyenda ha sido refutada por la mayoría de expertos.

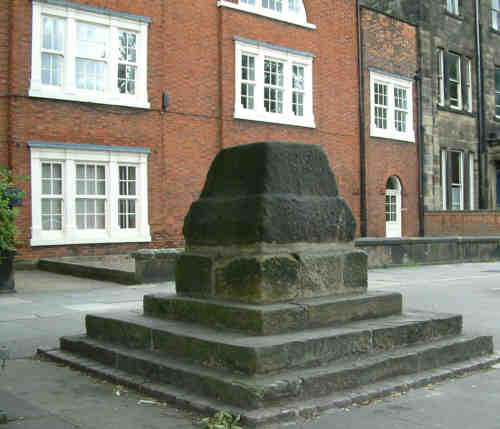
La antigua cruz de piedra, también conocida como Vinegar Stone («Piedra del vinagre») o Plague Stone («Piedra de la peste») en Friar Gate, Derby.

El mercado fue desplazado al Market Stone de Ashbourne Road, que conduce al centro de la ciudad. Durante la epidemia, el comercio prácticamente cesó y la población afrontó una posible hambruna, una muerte tan cruel como la producida por la infección de la peste.
Los Market Stones tomaron muchas formas, como la de la imagen, localizada en Friar Gate, en la carretera norte que conduce a Derby. Era una cruz medieval inglesa de piedra, ahora desaparecida, que también era conocida por el nombre de Vinegar Stone («Piedra del vinagre«), ya que se depositaba dinero en un receptáculo de vinagre en lo alto de la cruz, en la creencia de que el vinagre desinfectaría las monedas de la peste, previniendo su propagación.